# Ejércitos de voluntarios antijaponeses

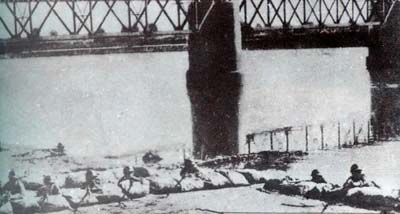
Trinchera china al lado del río amarillo en 1931.

Los ejércitos de voluntarios antijaponeses fueron una serie de ejércitos que después de la invasión japonesa de Manchuria, y hasta 1933, lucharon contra las fuerzas japonesas y de Manchukuo en gran parte del noreste de China.
Debido a la política de no resistencia de Chiang Kai-shek, los japoneses pronto pudieron establecer un control completo. Después de que la Liga de las Naciones se negara a hacer algo más que expresar su desaprobación, hubo muchas pequeñas organizaciones de guerrillas que se resistieron al gobierno japonés y manchú.

## Historia
Además de estos ejércitos había otras fuerzas bajo líderes como Lao Pie-fang y otros.
Durante todo el año de 1932, los japoneses tuvieron que ocuparse de combatir a estas fuerzas chinas en varias áreas de Manchuria. El general Ma Zhanshan, nominalmente al mando de todos ellos, tenía una fuerza de combate total estimada por los japoneses en 300.000 hombres. Después de su derrota, muchos se retiraron a Jehol y otros lugares en China. El resto se vio obligado a dispersar sus restos en pequeñas unidades, a menudo llamadas shanlin. Las continuas campañas japonesas "antibandidos" y otras medidas de "pacificación" redujeron constantemente el número de insurgentes. Sus números disminuyeron de 120.000 en 1933 a 50.000 en 1934; a 40.000 en 1935; a 30.000 en 1936; y a 20.000 en 1937. A partir de septiembre de 1938, los japoneses estimaron el número de insurgentes en 10.000.
Desde 1935, el Ejército Unido Antijaponés del Nordeste, bajo el liderazgo del Partido Comunista Chino, absorbió a muchas de estas fuerzas de voluntarios dentro de sus propias filas.

## Ejércitos de Voluntarios
- Ejército de Autodefensa de Jilin
- Ejército de Salvación Nacional del Pueblo Chino
- Valientes y Justos Combatientes Voluntarios del Nordeste
- Valiente y Leal Ejército del Nordeste
- Ejército Voluntario Popular Antijaponés del Nordeste
- Ejército de Salvación Nacional Antijaponés del Nordeste
- Ejército de Salvación Nacional de Heilongjiang
- Ejército Antijaponés para la Salvación del País